# مالیفیسنت (شخصیت)
ایگناتیا وایلداسمیت (به انگلیسی: Ignatia Wildsmith) ملقب به مالیفیسنت (به انگلیسی: Maleficent) یک شخصیت بدجنس در انیمیشن زیبای خفته محصول شرکت والت دیزنی در سال ۱۹۵۹ است. او را بانوی تمام شیاطین نیز نامیده‌اند.
او پس از اینکه فهمید تنها کسی است که در جشن نامگذاری پرنسس آرورا دعوت نشده است، پرنسس نوزاد را طلسم کرد که قبل از غروب خورشید تولد ۱۶ سالگی، دستش با چرخ نخ ریسی سوراخ شده و به خواب عمیقی فرو برود و تنها به وسیلهٔ بوسهٔ عشق حقیقی بیدار شود.

## خالق
ملفیسنت توسط مارک دیویس بر اساس پری مادرخواندهٔ شیطانی درکتاب زیبای خفته ی شارل پرو و برادران گریم به وجود آمده‌است.

## فیلم‌ها
- روزی روزگاری ۲۰۱۱ :

در مجموعه تلویزیونی آمریکایی فانتزی-درام روزی روزگاری ، ملفیسنت ، جادوگری شرور است که قابلیت تغییرشکل به یک اژدهای آتشین نفس را دارد و برای اولین بار به عنوان تنها دوست ملکه شیطانی (نامادری سفید برفی) معرفی شده است.همچنین او دختری به نام لیلیت «لیلی» پیج دارد.در این سریال کریستین باور وان استراتن نقش ملفیسنت را ایفا می‌کند.
- پلید ۲۰۱۴ :

فیلم پلید داستان متفاوتی از زیبای خفته را روایت می‌کند و چهره‌ای دیگر از ملفیسنت (پلید) را به تصویر میکشد.
چهره‌ای که در آن ، ملفیسنت در ابتدا یک پری قدرتمند و محافظ سرزمین جادویی مورس بود تا اینکه یک انسان (استفان) ، یعنی کسی که ملیفسنت زمانی عاشقش بود برای رسیدن به تاج و تخت بال هایش را برید. استفان بال های ملفیسنت را در قفسی نگه داشت و پس از آن ملفیسنت تبدیل به یک پری زخم خورده و دل شکسته می‌شود که سعی می‌کند با نفرین کردن ارورا ، انتقام خود را از شاه استفان بگیرد.اما در طی داستان با ارورا رابطه خوبی برقرار میکند و می خواهد که طلسم خود را باطل کند اما نمی‌تواند. سرانجام طلسم با بوسه ملفیسنت یعنی کسی که واقعاً دوستش دارد شکسته میشود. ولی هنگامی که آرورا و ملفیسنت می خواهند از قصر خارج شوند، استفان ملفیسنت را در دام می اندازد .سرانجام آرورا با آزاد کردن بال های ملفیسنت از قفس باعث نجات او میشود.آنجلینا جولی در نقش شخصیت ملفیسنت ایفای نقش میکند.
- فرزندان ۲۰۱۵ :

در این فیلم ، کریستن چنووس نقش ملفیسنت ، جادوگر شرور و شیطان صفتی را ایفا می‌کند که به مدت ۲۰ سال است که در جزیره ای دور افتاده تبعید و زندانی شده و به دنبال راهی برای خلاص شدن از آنجا و نابود کردن تمام خوبی‌ها میگردد.در این جزیره جعفر ، کروئلا دویل و ملکه شیطانی نیز با او هستند و هیچ‌کس به جادوی خود دسترسی ندارد.ملفیسنت در این فیلم ، دختری به نام مَل دارد.